# Jincun (köpinghuvudort i Kina, Shanxi Sheng, lat 35,50, long 112,91)
Jincun är en köpinghuvudort i Kina. Den ligger i provinsen Shanxi, i den norra delen av landet, omkring 260 kilometer söder om provinshuvudstaden Taiyuan. Antalet invånare är 51 880. Befolkningen består av 24 634 kvinnor och 27 246 män. Barn under 15 år utgör 15,0 %, vuxna 15-64 år 77 %, och äldre över 65 år 6,0 %.
Runt Jincun är det tätbefolkat, med 276 invånare per kvadratkilometer. Närmaste större samhälle är Jincheng, 6,6 km väster om Jincun. Trakten runt Jincun består till största delen av jordbruksmark.
Genomsnittlig årsnederbörd är 693 millimeter. Den regnigaste månaden är juli, med i genomsnitt 183 mm nederbörd, och den torraste är december, med 3 mm nederbörd.